# Tchong-Tach
Tchong-Tach (en kirghize : Чоң-Таш, en russe : Чон-Таш, qui signifie « Grand Rocher ») est un village de la province de Tchouï, au Kirghizistan. Il est situé à 14 km au sud de la capitale Bichkek.
Le village fut créé dans les années 1930, dans le cadre de la sédentarisation forcée des populations nomades menée par l'Union soviétique de Staline. En 1938, il fut un site d'exécution de masse du KGB. Tchon-Tach est devenu une zone touristique.

## Répression
En 1938, alors que le Kirghizistan faisait partie de l'Union soviétique, Tchon Tach fut le site d'une brutale opération du KGB, dans le cadre des Grandes Purges staliniennes. Cent trente-sept hommes — responsables politiques, enseignants, scientifiques et intellectuels — furent arrêtés, accusés d'être des ennemis du peuple, jugés et condamnés à mort, puis fusillés, avant d'être enterrés dans une fosse commune à proximité du village. L'une des victimes était Torokul Aitmatov, le père du célèbre écrivain kirghize Tchinguiz Aïtmatov.
Le site fut découvert en 1991, après l'indépendance du Kirghizistan. Le gardien du site, qui avait dû prêter serment au KGB de garder le secret, révéla sur son lit de mort l'emplacement de la fosse à Bubura Kydyralieva, sa fille . Celle-ci transmit l'information aux autorités kirghizes et les corps furent transférés dans un mémorial situé juste à l'extérieur du village, appelé Ata-Beyit (« Tombe de nos Pères »). L'ancien président Askar Akayev et d'autres dignitaires kirghizes participèrent à la cérémonie.
Plus de détails sur la découverte du site, écoutez le documentaire de Dominique Henry et Luc Plantier: Deux sacs de farine.